# Bedřich Loewenstein
Bedřich Loewenstein (* 20. Juni 1929 in Prag; † 11. Mai 2017 in Berlin) war ein deutsch-tschechischer Historiker. Er lehrte von 1979 bis 1994 als Professor für Neuere Europäische Geschichte am Friedrich-Meinecke-Institut der Freien Universität Berlin. Thematisch befasste er sich vor allem mit der bürgerlichen Gesellschaft, Nationalismus, Ideengeschichte sowie der Wirtschafts- und Soziallehre des 18. Jahrhunderts.

## Leben und Wirken
Bedřich Loewenstein war der Sohn eines deutsch-jüdischen Prager Augenarztes und einer tschechischen Mutter. Er musste das Gymnasium wegen der nationalsozialistischen „Rassegesetze“ mit vierzehn Jahren verlassen und während der deutschen Okkupation in einer Fabrik arbeiten. Im Jahr 1949 konnte er das Abitur nachholen. Die kommunistische Administration verweigerte ihm das Studium. Er leistete seinen Wehrdienst ab und musste sich als Bauarbeiter durchschlagen. Erst im Jahr 1953 wurde er zum Studium der Philosophie und Geschichte aufgenommen. Das Studium schloss er 1956 ab. In den 1960er-Jahren war er wissenschaftlicher Mitarbeiter des Historischen Instituts der Tschechoslowakischen Akademie der Wissenschaften (ČSAV) und dort für deutsche Geschichte des 19. und 20. Jahrhunderts zuständig. Er zählte in den 1960er-Jahren zu den Wegbereitern des Prager Frühlings. Nach dessen Unterdrückung wurde er im Jahr 1969 aus der ČSAV ausgeschlossen und mit einem Berufsverbot belegt. Er verfasste daraufhin Essays zu Themen der europäischen Zivilisation. Einige dieser Texte erschienen 1973 in Hamburg mit einem Vorwort von Golo Mann. Seinen Lebensunterhalt verdiente er in den kommenden Jahren durch Übersetzungstätigkeiten für die deutsche Botschaft. Kleinere Texte schmuggelte er mit Hilfe des Kurierdienstes der deutschen Botschaft aus dem Land und veröffentlichte sie unter Pseudonym in westdeutschen Zeitungen, unter anderem in der Frankfurter Allgemeinen Zeitung. Die westdeutsche Öffentlichkeit erhielt dadurch Einblicke in den Sozialismus hinter der politischen Fassade. Er lehrte als Nachfolger von Reinhard Rürup von 1979 bis zu seiner Pensionierung 1994 am Friedrich-Meinecke-Institut in Berlin auf einer Professur für neuere europäische Geschichte. Mit Annahme der Berufung wurde er 1979 von der Tschechoslowakei ausgebürgert.
Seine Arbeitsschwerpunkte waren die bürgerliche Gesellschaft und der Nationalismus in Europa, die Ideengeschichte im engen Kontext mit Staat und Gesellschaft im Mittelpunkt sowie Wirtschafts- und Soziallehren des 18. Jahrhunderts. In Deutschland wurde er besonders mit seinen Darstellungen zur europäischen Moderne und Ideengeschichte bekannt. In der Tschechoslowakei galt er als Experte der deutschen Geschichte. Seine 1968 veröffentlichte Biographie zu Otto von Bismarck wurde auf dem tschechischen Markt zu einem Erfolg. Er organisierte noch unmittelbar nach dem Einmarsch der Russen in die Tschechoslowakei (1968) eine von renommierten Historikern besuchte internationale Tagung über „Faschismus und Europa“. In seinen letzten Lebensjahren verfasste er eine biographische Annäherung über seinen 2005 verstorbenen Freund Kurt Sontheimer. Mit seiner Darstellung Der Fortschrittsglaube – Geschichte einer europäischen Idee veröffentlichte er einen Abriss des europäischen Geschichtsdenkens von der Antike bis ins 20. Jahrhundert. Er wurde mit der Palacký-Medaille und von der Karls-Universität mit der Silbermedaille geehrt.
Bedřich Loewenstein war mit der 1931 geborenen Schriftstellerin Marie Loewenstein-Stryjová verheiratet, die sich 1977 das Leben nahm.

## Schriften
Monographien
- Der Fortschrittsglaube. Geschichte einer europäischen Idee. V & R Unipress, Göttingen 2009, ISBN 978-3-89971-521-7.
- Problemfelder der Moderne. Elemente politischer Kultur. Wissenschaftliche Buchgesellschaft, Darmstadt 1990, ISBN 3-534-11282-2.
- Kurt Sontheimers Republik. V&R Unipress, Göttingen 2013, ISBN 978-3-8471-0034-8.